# Jakov Sedlar
Jakov Sedlar (Split, 6. studenoga 1952.) hrvatski je filmski redatelj i producent.

## Životopis
Rođen je u Splitu od majke Mare i oca Nikole. Porijeklo njegove obitelji je iz Ramljana između Muća i Drniša. Kako sam navodi u razgovoru za Večernjem list, otac mu je bio domobran koji je 1944. otišao u partizane, jedan djed je također bio domobran, a drugi djed partizan.
Završava gimnaziju u Splitu, a 1972. godine dolazi u Zagreb gdje upisuje Filozofski fakultet (Jugoslavenski jezici i književnosti i Filozofiju) koji završava 1977. godine. Iste godine upisuje kazališnu i filmsku režiju na zagrebačkoj Akademiji dramskih umjetnosti. Apsolvirao je 1981. godine. 
U Splitu 1966. godine počinje igrati vaterpolo, postaje prvotimac „Jadrana“ i reprezentativni kandidat. Odigrao je 34 utakmice za mladu reprezentaciju Jugoslavije. 1972. godina iz „Jadrana“ prelazi u zagrebačku „Mladost“. Športsku karijeru završava u „Mladosti“ 1989. godine. 
U kratkometražnim filmovima debitira s "Hvaljen budi…" (1980.) o Ivanu Večenaju i "Mijo" (1983.) o Miji Kovačiću. Nakon toga slijedi kompilacija filmskih zapisâ zagrebačkih pionira sedme umjetnosti "Jeste li bili u Zagrebu gospodine Lumiére "(1985.), dokumentarni filmovi "Lijepa naša" (1987.), "Sakralna umjetnost u Hrvata" (1989.) te "Hrvatska naivna umjetnost" (1990.). Redatelj je nekolicine filmova koji su izazvali kontroverze u javnosti. Film "Gospa" (1994.) snimljen u hrvatsko-američkoj produkciji vezan je uz događanje oko međugorskih ukazanja. Glavnu ulogu u filmu je igrao američki glumac Martin Sheen. Režirao je i prvi biografski film o Franji Tuđmanu koji je snimljen još za Tuđmanova života, 1997. godine.
Godine 1996., postaje prvi hrvatski kulturni ataše u SAD-u (New York). U New Yorku ostaje do 2000. godine, gdje organizira mnogobrojne aktivnosti koje su promovirale hrvatsku kulturu.
Nakon povratka iz SAD i dolaska lijeve koalicije na vlast, bio je postavljen na mjesto blagajnika u HNK-u. Umirovljen je 2018. godine. Godine 2017. zagrebački rektor Damir Boras kontraverzna osoba s brojnim aferama, imenovao je Jakova Sedlara među jedanaest posebnih savjetnika na razini cijelog zagrebačkog Sveučilišta. U skupini uglednih profesora, dekana, doktora i znanstvenika bliskih Borasu, Sedlaru je namijenjena pozicija ‘posebnog savjetnika za resor kulture’. Odmah nakon navedenog imenovanja, krenulo je netransparentno dodjeljivanje novaca, više od 800.000 kn,  Jakovu Sedlaru od strane rektora Borasa.
Mladen Pavković objavio je monografiju Jakov Sedlar (2013.).

## Kontroverze

### Optužbe za propagandu, povijesni revizionizam i falsificiranje povijesnih dokumenata
Joe Tripician, angažiran za pisanje službene Tuđmanove biografije, sa Sedlarom je zajedno režirao dokumentarni film Tuđman (iako Tripician tvrdi kako je jedva radio na filmu i bio je šokiran kad je na njemu vidio svoje ime), opisuje Sedlara kao »„Leni Riefenstahl Hrvatske” – ali bez talenta.«
Sedlar je kritiziran zbog nacionalizma i politizacije u svojim filmovima. Kritičari ga optužuju da njegovi dokumentarni filmovi promoviraju hrvatske nacionalističke stavove.:str. 121., 172.
Dana 4. travnja 2016. premijerno je prikazan njegov dokumentarni film Jasenovac – istina. Film je izazvao kontroverzu i osudu zbog umanjivanja i negiranja zločina koje su ustaše počinile u koncentracijskom logoru Jasenovac tijekom Drugog svjetskog rata. Umjesto toga, film se usredotočuje na navodne zločine koje su počinili komunistički partizani u logoru Jasenovac nakon Drugog svjetskog rata. Pritom bivše i sadašnje hrvatske dužnosnike, intelektualce, povjesničare i novinare naziva "jugoslavenskim nacionalistima koji kriju istinu". Za dio materijala koje je koristio u filmu je naknadno utvrđeno da su falsifikati i montirane izjave.
Dokumentarac govori o navodnim zločinima koje su počinile komunističke vlasti SFR Jugoslavije u koncentracijskom logoru Jasenovac između 1945. i 1951. nakon Drugog svjetskog rata, a koji su, kako se tvrdi u dokumentarcu, zataškavani. Film također umanjuje i negira razmjere holokausta u Hrvatskoj i genocida nad Srbima u Hrvatskoj iz Drugog svjetskog rata, tvrdeći kako je broj žrtava preuveličan poslijeratnom jugoslavenskom komunističkom propagandom. Na kraju dokumentarca Sedlar ostavlja navodne komunističke zločine te prelazi u moderno doba i spominje razne ljevičare koji "prikrivaju komunističke zločine" (imenujući predsjednike Stjepana Mesića i Ivu Josipovića i srpskog saborskog zastupnika Milorada Pupovca) kao i razne novinare koji im pomažu (Miljenko Jergović, Jurica Pavičić, Ante Tomić, Davor Butković i drugi), što se smatralo tendencioznim i nebitnim za temu dokumentarca, kao i način označavanja ljudi koje je smatrao neadekvatnima.
Slavko Goldstein rekao je da je dokumentarac "pun poluistina, laži i krivotvorina", te da je kraj u kojem su imenovane neke javne osobe "izravni uhidbeni nalog i optužnica protiv pojedinaca".
U svom filmu "Jasenovac – istina", Sedlar koncentracijski logor Jasenovac naziva "partizanskim Jasenovcem", a ne "ustaškim Jasenovcem", iako je Jasenovac u kolovozu 1941. godine izgradio ustaški režim NDH.
Analiza ovog filma dokazuje Sedlarovo zanemarivanje povijesnih činjenica te korištenje poluistine kako bi iznio svoje tvrdnje: 
1. Film navodi različit broj zatvorenika ubijenih u Jasenovcu, koji se kreću od 15.000 do više od milijun. Dalje tvrdi da je nemoguće znati broj ljudi koji su tamo ubijeni.[15] (1:23 to 1:28)
2. Zanemaruje sve dokazane brojeve citirane u Memorijalnom muzeju Jasenovac i Beogradskom muzeju genocida. Tamošnje brojke pokazuju da je ubijeno između 80 000 i 100 000 ljudi.[16]
3. Film stvara dojam kako su prirodni uzroci poput bolesti, starosti ili loših životnih uvjeta odgovorni za smrt u logoraša, a ne mučenja, izgladnjivanja i brutalna ubojstva.
4. Napokon, mijenja svrhu postojanja logora, iz koncentracijskog u sabirno proizvodni logor. Vladimir Matijanić napisao je za Slobodnu Dalmaciju kako dokumentarac "ne dokazuje da su nakon oslobođenja partizani provodili masovna pogubljenja zarobljenika niti da je koncentracijski logor Jasenovac bio isključivo radni i sabirni logor" (kako se tvrdi u dokumentarcu).[17]

Druga kontroverza povezana s dokumentarnim filmom je navodni naslov u novinama Vjesnik iz 1945. godine u kojem se navodi da su leševi bačeni u Savu do Zagreba stizali iz smjera Jasenovca.
Odvjetnik Veljko Miljević izjavio je da bi Sedlar mogao završiti u zatvoru zbog optužbi za falsificiranje, poricanje zločina i govor mržnje protiv političara i novinara. Državno odvjetništvo nikada nije podiglo optužnicu protiv Sedlara. 
U travnju 2017. centar Wiesenthal poslao je Gradskom vijeću Zagreba pismo koje je primio od dr. Roberta Rozetta, ravnatelja knjižnice Yad Vashem.
U njemu je Rozett naglasio da posjedovanje filmova u Vizualnom centru ni na koji način nije odobravanje njihovog sadržaja.
Povjesničar Vjekoslav Perica nazvao je Sedlara "službenim propagandistom" hrvatske vlade tijekom ratova u Hrvatskoj i BiH 1990-ih. Sedlar je postao poznat po filmovima kao što su Gospa i Četverored, koji događaje iz Drugog svjetskog rata i hladnog rata prikazuju iz perspektive hrvatske političke desnice. Snimio je i niz dokumentarnih filmova kojima veliča predsjednika Franju Tuđmana i njegovu stranku, Hrvatsku demokratsku zajednicu (HDZ). Nekoliko je dokumentarnih filmova snimio na engleskom jeziku, u kojima je glumac Martin Sheen bio narator.

### Pravne kontroverze
Godine 2000. pokrenuta je policijska istraga zbog nekoliko kaznenih djela koja je navodno počinio Sedlar. U časopisu Nacional, Sedlar je opisan kao "javno prokazani krivotvoritelj, prevarant, manipulator i mešetar.
Godine 2004. uhvaćen je s neplaćenim kartama za parkiranje u vrijednosti od 30.000 kuna u javnoj garaži Importane Gallerije u Zagrebu, iz koje je pokušao pobijeći automobilom.
U tekstu srpskoga tjednika Novosti “28 godina Sedlarovog terora” opisuju se brojne pronevjere, krađe i falsifikati koji su redovne pojave u karijeri i radu Jakova Sedlara.

## Važnije predstave
- D.L. Coburn: „Partija remija“ (1980. Dramsko kazalište Gavella)
- M. Sherman: „Bent“ (1983. Kulturni centar Trešnjevka, Zagreb)
- A. Mastrosimone: „Krajnosti“ (1983. Slovensko narodno kazalište u Mariboru)
- R. Thomas: „Klopka za osam bespomoćnih žena“ (1983. Srpsko narodno kazalište, Novi sad)
- P. Kohout: „Marija se bori s anđelima“ (1985. Dramsko kazalište Gavella)
- E. O'Neall: „Dugo putovanje u noć“ (1985. Dramsko kazalište Gavella)
- A. Šenoa: „Zlatarevo zlato“ (1987. Teatar Thalia, Zagreb)
- J. Pilgrimage: „Agneza božija“ (1988. Teatar Thalia, Zagreb)
- M. Budak: „Ognjište“ (1990. Hrvatsko narodno kazalište u Zagrebu)
- K. Woytila: „Brat našega boga“ (1990. Teatar Thalia, Zagreb)
- M. Begović: „Amerikanska jahta u splitskoj luci“ (1994. Hrvatsko narodno kazalište u Zagrebu)
- W. Shakespeare: „Macbeth“ (1995. Hrvatsko narodno kazalište u Zagrebu)
- N. Škrabe: „Sjećanje na Georgiju“ (1997. Satiričko kazalište Kerempuh)
- H.Hitrec: „Tko želi ubiti Juliju Timošenko?“ (2014., predstava je igrana u Edinbourgu na Fringe Theatre Festival, a nakon toga u Tel Avivu)
- „Anne Frank“ (2015., Kazalište Trešnja, Zagreb)

## Filmografija
Igrani filmovi
- U sredini mojih dana (1988., 81 min.)
- Gospa (1994., 116 min.)
- Ne zaboravi me (Fergistmajniht) (1996., 87 min.)
- Agonija (1998., 92 min.)
- Četverored (1999., 136 min.)
- Sjećanje na Georgiju (2002., 90 min.)
- Milost mora (2003., 90 min.; Martin Sheen, Renee Estevez, Mike Bernardo...)[27]
- 260 dana (2025., 135 min.) [28]

Igrano-dokumentarni filmovi
- Jeruzalemski sindrom (2004., Martin Sheen, Charlote Rampling, Macaulay Culkin, Mili Avital...)
- Caffe Auschwitz (2009., Zrinka Cvitešić, Gila Almagor, Armand Assante...)
- Nisam se bojao umrijeti (igrano-dokumentarni film o domoljubnoj akciji Antona Kikaša, 2016., 112 min; igraju: Andrej Dojkić, Armand Assante...)

Dokumentarni filmovi
- Mijo (1980., o slikarstvu Mije Kovačića, 20 min.)
- Hvalen budi (1981., o slikarstvu Ivana Večenaja, 20 min.)
- Hrvatski Božić (1981., 45 min.)
- Hrvatska naivna umjetnost (1984., 45 min., tekst govori Martin Sheen)
- Međugorje, Gospi u pohode (1984., 30 min.)
- Sakralna umjetnost u Hrvata (1985., 90 min, tekst govori Martin Sheen)
- Jordan (1985., o slikarstvu Vasilija Jordana, 15 min.)
- Lijepa naša (1986., prvi film uopće o Hrvatskoj, 85 min.)
- Vedro podnebesje (1986., film o Hercegovačkoj franjevačkoj provinciji, 80 min.)
- Jeste li bili u Zagrebu, gospodine Lumiere (1987., film o Zagrebu između 1900-1941, 90 min.)
- Hrvatska i Hrvati (1988., 69 min.)
- Stepinac-znak vremena (1988., 59 min.)
- Jugoslavenska armija i srpski teroristi (1991., 20 min., tekst govori Martin Sheen)
- Krvavi Uskrs 1991. (15 min.)
- Nepoznati dio Holokausta, Srbija 1941-1945 (1992., 20 min., tekst govori Sally Kelermann)
- Hrvatska (1996., 45 min., tekst govori Martin Sheen)
- Košarkaški Mozart (1996., film o Draženu Petroviću, 55 min., tekst govori Michael York)
- Tuđman – hrvatski George Washington (1997., 59 min., tekst govori Martin Sheen)
- Židovi i Hrvatska (1998., 80 min.)
- Anđeli rata (1998., 30 min., film o Željki Jurić, djetetu iz vukovarskog pakla)
- To je put (1999., film o Samuelu Schlesingeru, 38 min.)
- Mostovi sjećanja (1999., film o slikarici Tamar Hirschl, 30 min.)
- Almira (2001., film o balerini Almiri Osmanović, 50 min.)
- Brač, Dalmacija, Hrvatska (2002., 15 min.)
- Sudbina mi nije dala da odem (2002., 20 min., tekst govore Liv Ullmann i Martin Sheen)
- Hrvatske katedrale (2003., 55 min.)
- Slavenska (2003., film o balerini Miji Ćorak Slavenskoj, 45 min.)
- Hrvatsko narodno kazalište u Zagrebu (2003., 14 min.)
- Yudith (2005., film o „majci „ izraelskog modernog plesa, Yudith Arnon, 40 min.)
- Kad mrtvi glasuju (2006., film o B. Mikšiću i krađi izbora u Hrvatskoj, 55 min, Nastassia Kinski)
- Petnaest do osam (2006., film o Motti Hodu, osnivaču izraelskog ratnog zrakoplovstva, 58 min.)
- Maestro (2007., film o skladatelju Borisu Papandopulu, 50 min.)
- Lav koji plače (2007., film a Arielu Sharonu, 55 min.)
- Mayim, Mayim (2007., film o plesnoj predstavi koja govori o stradanju djece u vrijeme nacizma)
- Nema više heroja (2007., film o Meir Amitu, šefu izraelske tajne službe „Mossad“, 37 min.)
- Sinjska alka (2007. 45 min.)
- Židovi i Ukrajina (2008., 55 min., tekst govori Armand Assante)
- Vizija u pustinji (2008., film o plesaču Veselku Suljiću, 45 min.)
- Letica (2008., film o Iliji Letici, jednom od najuglednijih Hrvata u dijaspori, 59 min.)
- Đapić (2008., film o Anti Đapiću, 50 min.)
- Hrvatska, ljubavi moja (2008., film o Anti Gotovini, 60 min.)
- Tražeći Orsona (2008., film o nepoznatim filmovima i životu Orsona Wellesa, 80 min. U filmu sudjeluju Peter Bogdanovich, Steven Spielberg, Paul Mazursky, Oja Kodar...)
- Šparemblek (2009., film o plesaču i koreografu Milku Šparembleku, 50 min.)
- Lika ili Gospićko-senjska biskupija (2009., 59 min.)
- Gotovac (2009., film o skladatelju Jakovu Gotovcu, 53 min.)
- Tuđman (2009., 55 min, poseban prilog je kompletan  razgovor snimljen s Predsjednikom Franjom Tuđmanom)
- Pravednik Stepinac (2009. 55 min.)
- Mučenik – vlč. Ivan Burik (2009., 60 min.)
- Pavelić bez maske (2010. 59 min.)
- Tito bez maske (2010., 59 min.)
- Yulia (2010., film o ukrajinskoj premijerki Juliji Timošenko, 57 min., tekst govori Armand Assante, u filmu sudjeluju Vaclav Havel, Paulo Coelho...)
- Hrvatska, tugo moja (2010., film o Europi danas i nepravdi koja u njoj vlada, 74 min.)
- Ruža (2010., film o opernoj pjevačici Ruži Pospiš Baldani, 50 min.)
- Istra ili Porečko-pulska biskupija (2010., 60 min.)
- Bošković (2011., film o znanstveniku Ruđeru Boškoviću, 50 min.)
- Bitka za Dajlu (2011., film o talijanskom pokušaju krađe hrvatskih dobara u Istri, 57 min.)
- Nije moja duša prazna (2011., film o kantautoru  Ivanu Puljiću, 43 min.)
- Židovi i Hrvatska (2011., 60 min.)
- Hrvati i njihovi franjevci u USA i Canadi (2011., 80 min.)
- Hrvati i Srbi, povijest jedne averzije (2011., 85 min.)
- Ena (2011., film o filmskoj i kazališnoj karijeri glumice Ene Begović, 85 min.)[29]
- Hrvatska katolička župa sv. Ćirila i Metoda u New Yorku (2012., 60 min.)
- Ljubav koja ne poznaje granica (2012., 30 min.)
- Glasonoša promjena (2012., film o Hrvatskom poslanstvu 1977. u Canberri, 60 min.)
- Tko želi ubiti Juliju Timošenko (2012, 55 min.)
- Požega (2013., 50 min)
- Trčeći za svjetlom (o slikaru Toni Franoviću, s Monikom Leskovar, 2013., 30 min.))
- Julija, ona koja se nikada ne predaje ( o zatvorskim danima Julije Timošenko, 2014., 32 min))
- Hrvatski klubovi Geelong i Footscray (2014., 60 min.)
- Jasenovac – istina (2016., 59 min.)
- Moja voljena Hrvatska - Priča o Josipu Šimuniću [30] (2015., 67 min.)
- Povijest zagrebačkog športa (2016., 25 min.)
- Anne Frank-nekad i danas (prvi film o Dnevniku Anne Frank na arapskom, 2016., 63 min.)
- Pravednica Ciganka (priča o jedinoj Ciganki koja ima najvise izraelsko priznanje Pravednik među narodima, 2016., 32 min.)
- Snaga tišine (film o Braci, hrvatskom alternativnom iscjelitelju, 2016., 56 min.)
- Tito, konačni pad, 2017., 50 min.
- Holokaust u Srbiji, 1941. – 1945.
- Laž koja nije umrla (sudjelovao u stvaranju filma, film u kojem brojni svjetski uglednici govore o knjizi „Protokoli sionskih mudraca“)[31]
- Sto godina srbijanskoga terora u Hrvatskoj (1918. – 2018.) (2018.)
- 3069. (2019., 59 min.) [32]
- Hrvatski anđeli rata (2020., 60 min.)

Ostalo
- Velikani hrvatskog glumišta, kao sudionik dokuserijala (2018.)
- Svakodnevno, kao gost emisije (2014.)

## Glazbeni videospotovi
- Mjesečeva sonata (s cellisticom Anom Rucner i plesačem Azamat Nabiuldinom, 2010.)
- Linđo (s cellisticom Anom Rucner i ansamblom Linđo iz Dubrovnika, 2011.)
- Romanca (s cellisticom Anom Rucner, 2011.)
- Vivacissimo (s pijanisticom Marijom  Pranjić, 2011.)
- Zagreb voli Chopina (s pijanisticom  Marijom Pranjić, 2011.)
- Armand Assante voli Zagreb (2011.)
- Zagreb – četiri godišnja doba (2013.)

## Nagrade, odličja i priznanja
- Dobio je nekoliko hrvatskih i međunarodnih nagrada među kojima se ističe nagrada publike za najbolji film na Hrvatskom festivalu igranog filma u Puli (1995.) za film „Gospa“. Za isti film dobio je u Varšavi nagradu kao najbolji katolički film te godine u svijetu.

- 1995.: Prvi hrvatski predsjednik dr. Franjo Tuđman odlikovao ga je Redom Danice hrvatske s likom Marka Marulića, za osobite zasluge za dugogodišnje djelovanje i posebno za redateljsko ostvarenje filma "Gospa" koji kao umjetničko ostvarenje rječito svjedoči o patnjama i stradanju ljudi hrvatskog naroda na putu ostvarenja slobodne, demokratske i suverene Hrvatske.[33]
- 1995.: Red hrvatskog trolista, za osobite zasluge stečene u ratu, izravnoj ratnoj opasnosti ili u iznimnim okolnostima u miru.[34]

- 2017.: Priznanje Veliko zlatno srce, koje dodjeljuju braniteljske udruge pojedincima za izniman doprinos u stvaranju slobodne i samostalne Republike Hrvatske te očuvanju i širenju istine o Domovinskom ratu.[35][36]
- 2017.: Nagrada Grada Zagreba.[37]

## Osobni život
Iz prvoga braka s Ninom Er Gott (Ergott) Jakov Sedlar ima troje djece: Dominika, Mariju i Emili. Živi u Zagrebu. Trenutno je u drugom braku, s hrvatskom balerinom i glumicom Almirom Osmanović.

## Vanjske poveznice
- Film.hr  Arhivirana inačica izvorne stranice od 28. svibnja 2008. (Wayback Machine)
- (engl.) IMDB profil